# Konstantin Petrowitsch Pobedonoszew

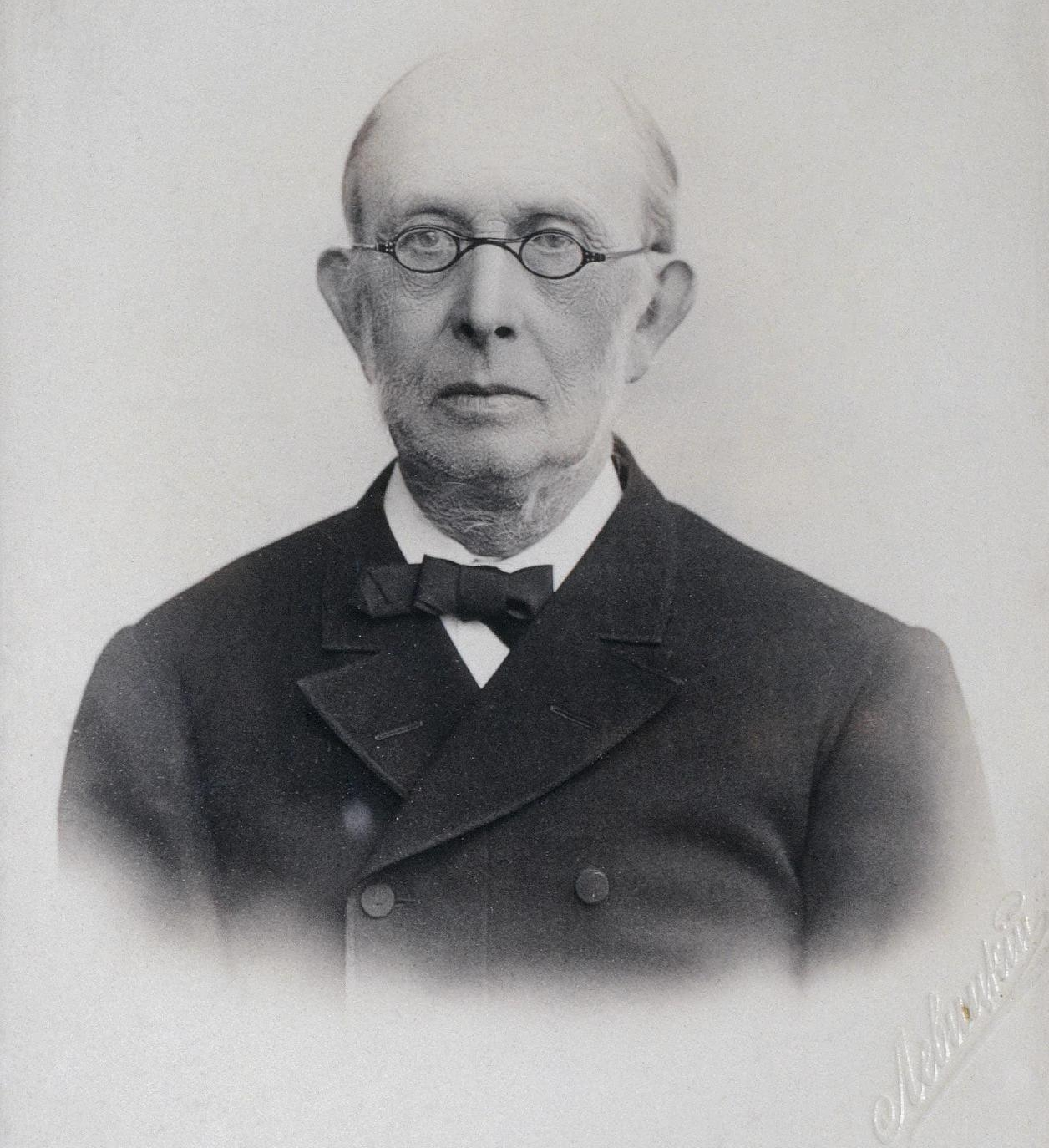
Konstantin Petrowitsch Pobedonoszew

Konstantin Petrowitsch Pobedonoszew (russisch-kyrillisch Константин Петрович Победоносцев, wiss. Transliteration Konstantin Petrovič Pobedonoscev; * 21. Maijul. / 2. Juni 1827greg. in Moskau; † 10.jul. / 23. März 1907greg. in Sankt Petersburg) war ein russischer Jurist, Staatsbeamter, Denker, und Publizist. Er gilt als wichtigster Vertreter des russischen Konservatismus und als „graue Eminenz“ der zaristischen Politik während der Amtszeit seines Schülers Alexander III.

## Leben
Konstantin Petrowitsch Pobedonoszew wurde am 21. Maijul. / 2. Juni 1827greg. in Moskau geboren. Sein Großvater war Priester, Pobedonoszews Vater, Pjotr Wassiljewitsch Pobedonoszew, Professor der Literaturwissenschaft an der Lomonossow-Universität in Moskau. 1841 meldete er seinen Sohn an der  Hochschule für Recht in St. Petersburg an. Ihr Zweck war hauptsächlich, junge Männer auf den Staatsdienst vorzubereiten. Nach Beendigung seiner Schullaufbahn diente Pobedonoszew als Beamter in verschiedenen Ministerien des Moskauer Senats, wobei seine Hauptaufgabe darin bestand, in den Rechtssachen der Gouvernements um Moskau zu schlichten. Innerhalb kurzer Zeit wurde er innerhalb des Ministeriums befördert. Gleichzeitig hielt er seit 1859 an der Moskauer Universität Vorlesungen in Öffentlichem Recht. Während der nächsten sechs Jahre unterrichtete er acht Stunden pro Woche und arbeitete währenddessen im Ministerium. 1860 bis 1865 war er Professor des Öffentlichen Rechts an der Lomonossow-Universität. Nachdem er 1861 von Alexander II. dazu berufen wurde, seinem Sohn und Thronfolger Nikolaus Rechtstheorie sowie Verwaltungswissenschaft zu lehren, legte er die Professur aus Zeitmangel nieder. 1865 wurde er jedoch zum emeritierten Professor der Universität gewählt.
Als am 12. April 1865 Nikolaus starb, begann Pobedonoszew dessen Bruder Alexander zu unterrichten (den zukünftigen Zaren Alexander III.). 1866 zog er endgültig nach Sankt Petersburg. Die Beziehung zwischen Pobedonoszew und Alexander blieb fast dreißig Jahre lang sehr eng, bis zum Tode Alexanders 1894.
1868 wurde Pobedonoszew Senator in St. Petersburg, 1874 Mitglied des Kaiserlichen Rates sowie 1880 Ober-Prokurator der Heiligen Synode Russlands, somit De-facto-Oberhaupt der Russisch-Orthodoxen Kirche. Seit Dezember 1880 war er Ehrenmitglied der Russischen Akademie der Wissenschaften in St. Petersburg.

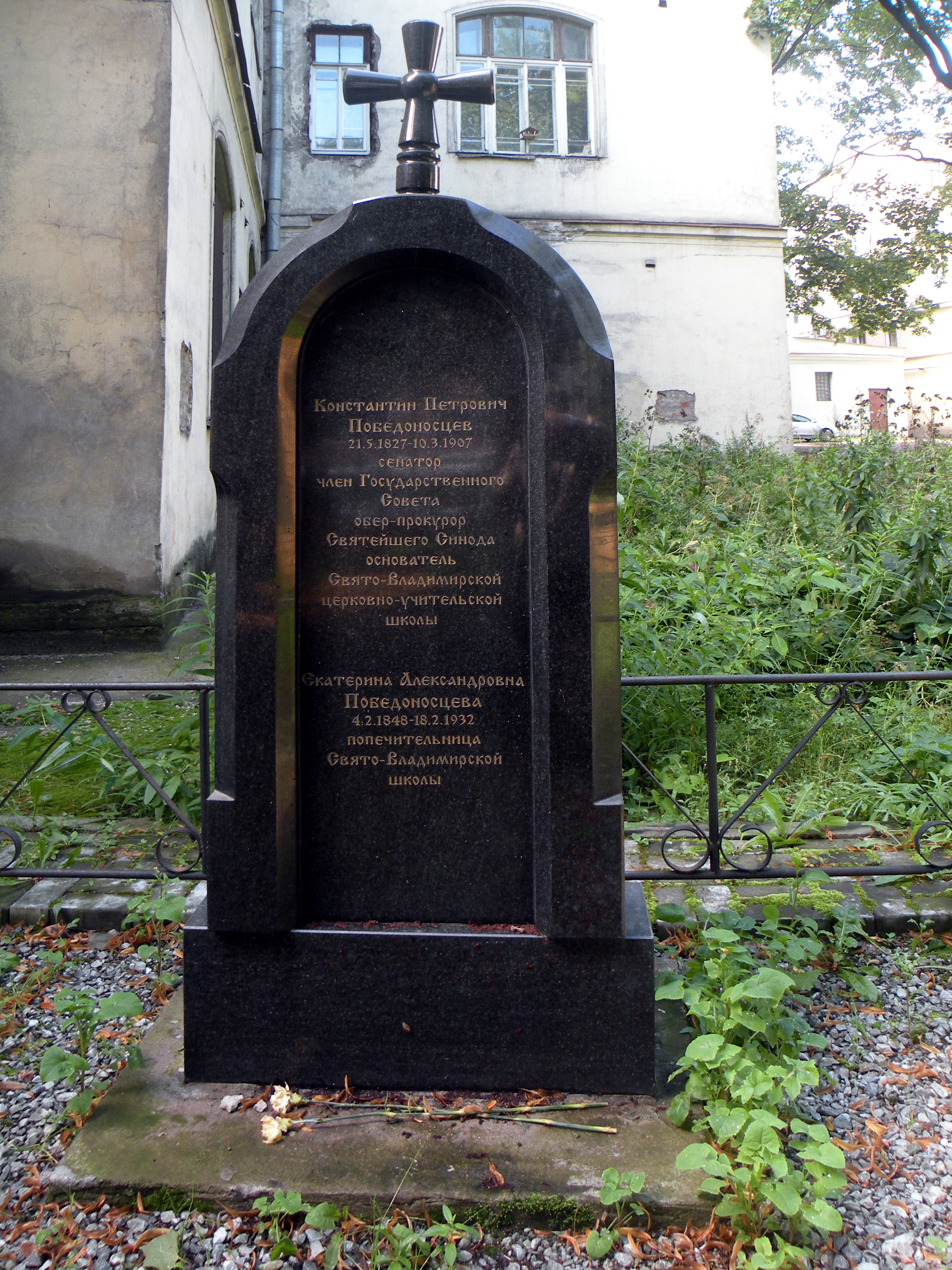
Pobedonoszews Grab in Sankt Petersburg

Während der Amtszeit Alexanders III. war er eine der einflussreichsten Personen des Reiches und größtenteils verantwortlich für den konservativen Umschwung, der für die Epoche charakteristisch war. In liberalen Kreisen galt er stets als Obskurant und Feind jeglichen Fortschritts. Er gilt als Verfasser des Manifests vom 29. April 1881, das die absolute Macht des russischen Zaren als unerschütterlich proklamierte, und somit den Versuchen Loris-Melikows ein Parlament bzw. eine Nationalversammlung zu gründen, ein Ende machte. Der weitere Aufstieg Pobedonoszews unmittelbar nach der Ermordung von Alexander II. führte zum Rücktritt Loris-Melikows und anderer liberal gesinnter Minister.
Nach dem Tode Alexanders III. ließ jedoch sein Einfluss auf Nikolaus II. deutlich nach. Dieser hielt zwar an der Russifizierungspolitik seines Vaters fest, lehnte aber das Konzept systematischer religiöser Verfolgung ab und war selbst einer teilweisen Emanzipation der Russisch-Orthodoxen Kirche aus staatlicher Kontrolle nicht völlig abgeneigt.
1901 verübte Nikolai Lagowski ein Attentat auf Pobedonoszew, indem er in das Fenster dessen Büros schoss, den Senator jedoch verfehlte. Lagowski wurde zu 6 Jahren Haft in einem sibirischen Straflager verurteilt.
Als Reaktion auf die ersten Zeichen einer Liberalisierung während der Russischen Revolution von 1905 legte der fast 80-jährige Pobedonoszew sein Amt nieder. Er starb am 23. März 1907 in Sankt Petersburg. Von Andrei Bely wurde er in Gestalt des alten Senators Ableuchow in dessen Roman Petersburg (1912) thematisiert.

## Akademische Studien in Zivilrecht
Abgesehen von seiner Bedeutung als Staatsmann und Denker leistete Pobedonoszew einen wichtigen Beitrag zur Entwicklung des russischen Zivilrechts. Er gilt mitunter als einer der sachkundigsten russischen Juristen des 19. Jahrhunderts. Sein Hauptwerk war das dreibändige „Lehrbuch des Zivilrechts“ (Курс гражданского права).
Darüber hinaus kritisierte er 1865 in der Moskauer Zeitung Moskowskije Wedomosti auf anonymer Basis die Justizreform von Alexander II. Seines Erachtens war die Einrichtung der Rechtsprechung als dritte Staatsgewalt unratsam, da Russland zu jener Zeit einen Mangel an qualifizierten Richtern litt.

## Doktrin

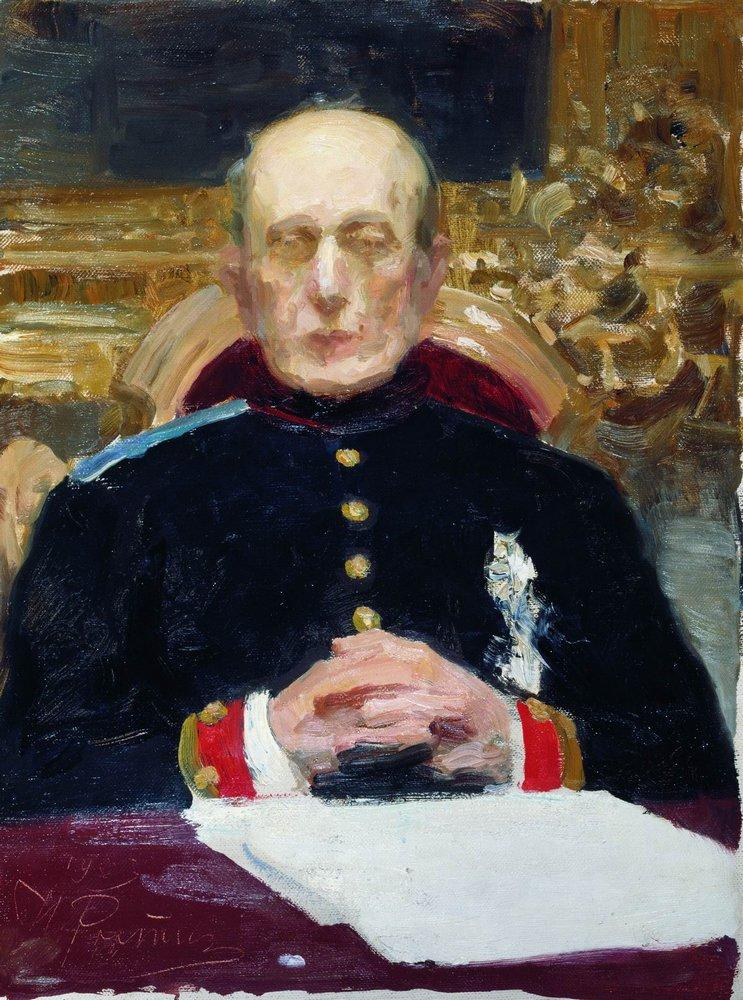
Porträtskizze Ilja Repins von Pobedonoszew, der für sein leichenblasses Gesicht und seine hagere Gestalt bekannt war

Pobedonoszew gilt als wichtigster Vertreter des russischen Konservatismus. Er lehnte westliche Ideale der Freiheit und Unabhängigkeit als „gefährliche Illusionen nihilistischer Jugend“ ab. Hauptobjekte seiner Abneigung waren demokratische und parlamentarische Verwaltungsmethoden, das moderne Justizwesen, Pressefreiheit, säkulare Bildung u. a.
Als Gegengewicht zu den als gefährlich angesehenen Produkten des westlichen Rationalismus vertrat er eine Art vis inertiae und sah das gesellschaftliche Leben als Organismus, der sich auf ein inneres Ziel hin entwickelt. Jede künstliche Umstrukturierung, z. B. in der politischen Sphäre, d. h. jede Reaktion auf strikt logische Denkprozesse galt ihm als gefährlich und unnatürlich, da der Mensch diese Entwicklung nicht auf logische Weise erfassen kann. Somit sah er jede Reform als einen Verstoß gegen die natürliche Ordnung an.
Aus dieser Ansicht folgt die Notwendigkeit der Verehrung von Kirche und autokratischer Macht. Pobedonoszew legte hohen Wert auf die historische Kontinuität traditioneller russischer Institutionen, z. B. der Russisch-Orthodoxen Kirche und der Monarchie, und bestand auf konservative Werte als Bindeglied der Generationen.
In der angewandten Politik übte er großen Einfluss auf Alexander III. aus, indem er dessen Russifizierungspolitik maßgeblich förderte. Diese führte zu administrativer nationalistischer Propaganda und der organisierten Verfolgung der russischen Juden in den sogenannten Pogromen. Pobedonoszew unterstützte auch die judenfeindlichen Maigesetze von 1882. Von ihm ist folgender Ausspruch überliefert: „Ein Drittel (der russischen Juden) wird sterben, ein Drittel wird auswandern, und das letzte Drittel wird im russischen Volk völlig assimiliert werden.“
Pobedonoszews Ansichten führten u. a. zur Freundschaft mit Dostojewski und einer daraus entsprungenen Korrespondenz.

## Kritik
Laut den Autoren der Encyclopædia Britannica versuchte Pobedonoszew, Spitzname „Großinquisitor“, „Russland und die russisch-orthodoxe Kirche gegen alle rivalisierenden Religionsgruppen wie die Altgläubigen, Baptisten, Katholiken und Juden zu verteidigen. Er verteidigte auch die russische Herrschaft über die verschiedenen ethnischen Minderheiten und unterstützte deren Russifizierung.“
Der Slawist Wolf Düwel schreibt im Nachwort zu Dostojewskis Roman Die Brüder Karamasow über Pobedonoszew: „Er kann als eine der düstersten Erscheinungen in der Geschichte des russischen Zarismus gewertet werden, ein religiöser Fanatiker, ein erbitterter Feind der Aufklärung und Demokratie und ein entschiedener Gegner sogar des zaghaften liberalen Fortschritts, der sich in den ersten Regierungsjahren Alexanders II. angebahnt hatte.“

## Familie

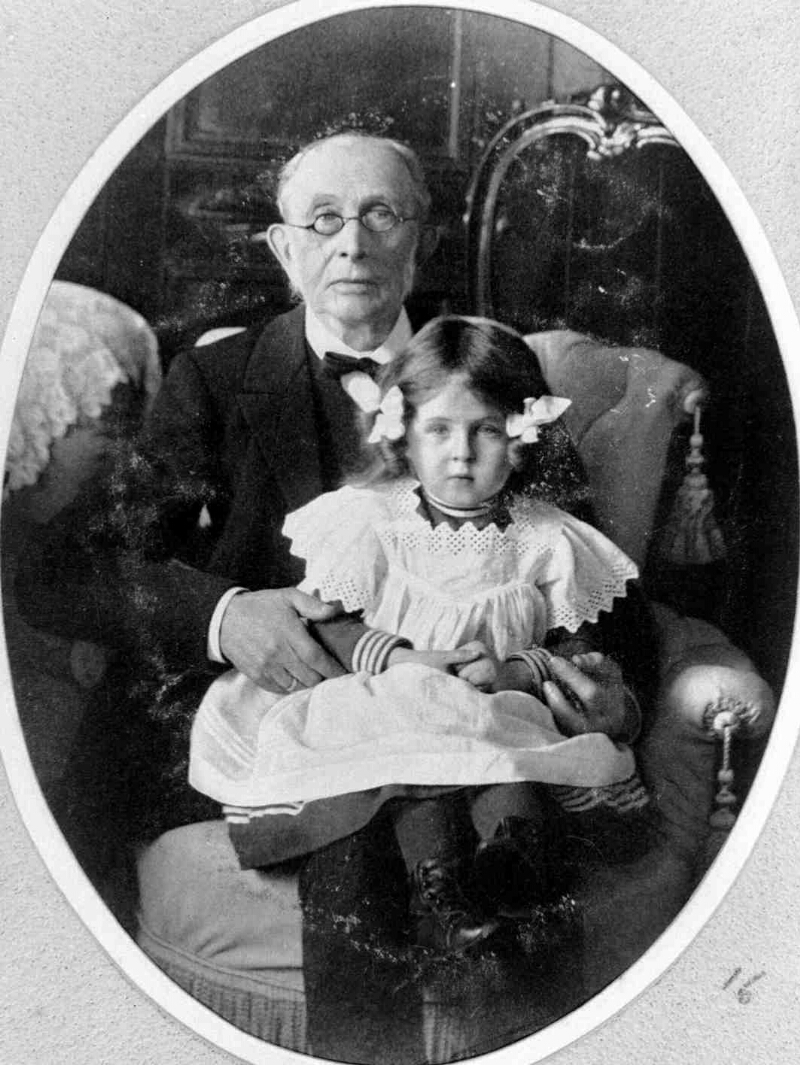
Pobedonoszew mit Adoptivtochter Marfa

Seit 1866 war Pobedonoszew mit Jekaterina Alexandrowna geb. Engelhardt (1848–1932) verheiratet. Das Paar hatte keine leiblichen Kinder, adoptierte jedoch die Tochter Marfa (* 1897, † 1964 in Montfermeil bei Paris).

## Werke
- Reflections of a Russian Statesman, (nur Englisch), (übers.: Robert Crozier Long), University of Michigan Press, 1965, ISBN 0-472-06104-6. - Digitalisat der Ausgabe London 1898